# Gallatin Gateway (Montana)
Gallatin Gateway es un lugar designado por el censo ubicado en el condado de Gallatin en el estado estadounidense de Montana. En el Censo de 2010 tenía una población de 856 habitantes y una densidad poblacional de 55,58 personas por km².

## Geografía
Gallatin Gateway se encuentra ubicado en las coordenadas 45°35′13″N 111°11′38″O / 45.58694, -111.19389. Según la Oficina del Censo de los Estados Unidos, Gallatin Gateway tiene una superficie total de 15.4 km², de la cual 15.12 km² corresponden a tierra firme y (1.83%) 0.28 km² es agua.

## Demografía
Según el censo de 2010, había 856 personas residiendo en Gallatin Gateway. La densidad de población era de 55,58 hab./km². De los 856 habitantes, Gallatin Gateway estaba compuesto por el 95.79% blancos, el 0.23% eran afroamericanos, el 1.75% eran amerindios, el 0.82% eran asiáticos, el 0.23% eran isleños del Pacífico, el 0% eran de otras razas y el 1.17% pertenecían a dos o más razas. Del total de la población el 1.29% eran hispanos o latinos de cualquier raza.